# UFC on ESPN: Vera vs. Cruz
UFC on ESPN: Vera vs. Cruz (también conocido como UFC on ESPN 41) fue un evento de artes marciales mixtas producido por Ultimate Fighting Championship que tuvo lugar el 13 de agosto de 2022 en el Pechanga Arena en San Diego, California, Estados Unidos.

## Antecedentes
El combate de peso gallo entre Marlon Vera y el ex Bicampeón de Peso Gallo de la UFC (también ex Campeón de Peso Gallo de la WEC) Dominick Cruz encabezó el evento.
Se esperaba que Viviane Araújo se enfrentara a Alexa Grasso en un combate de peso mosca femenino. La pareja estaba programada para enfrentarse en UFC 270, pero Araújo se vio obligada a retirarse del evento debido a una lesión. A su vez, Grasso se retiró por problemas de visa y el combate se canceló.
Se esperaba un combate en peso paja femenino entre Yazmin Jauregui e Istela Nunes. Sin embargo, Nunes se retiró por lesión y fue sustituida por Iasmin Lucindo.
Cynthia Calvillo y Nina Nunes estaban previamente programadas para enfrentarse en un combate de peso mosca femenino en UFC on ESPN: dos Anjos vs. Fiziev. Sin embargo, Nunes cayó enferma el día de ese evento y el combate se pospuso a esta fecha.
En este evento se esperaba un combate de peso mosca entre Malcolm Gordon y Allan Nascimento. Sin embargo, Gordon se retiró a finales de julio debido a una lesión no revelada y aún no está claro si la UFC tratará de encontrar un sustituto.
En el evento se esperaba un combate de peso gallo femenino protagonizado por Aspen Ladd y la medallista de plata olímpica de 2004 en lucha libre y ex aspirante al Campeonato de Peso Gallo Femenino de la UFC Sara McMann. Se suponía que iban a luchar en UFC on ESPN: Poirier vs. Hooker en junio de 2020, pero Ladd se vio obligado a retirarse de ese evento después de romper tanto su ligamento cruzado anterior como el ligamento colateral tibial en el entrenamiento. El emparejamiento se desechó de nuevo porque Ladd dio positivo por COVID-19 esta vez. Fueron reprogramadas para el 17 de septiembre en UFC Fight Night: Sandhagen vs. Song.
Se esperaba un combate de peso gallo entre Youssef Zalal y Cristian Quiñonez. Sin embargo, Quiñónez se vio obligado a abandonar el evento por problemas de visado y fue sustituido por Da'Mon Blackshear.
Se esperaba que el combate de peso wélter entre Jason Witt y Josh Quinlan tuviera lugar una semana antes en UFC on ESPN: Santos vs. Hill, pero se trasladó a este evento después de que Quinlan fuera retirado por un hallazgo atípico de drogas: metabolito a largo plazo (o metabolito M3) del esteroide dehidroclorometiltestosterona (DHCMT) en su muestra de orina.
La ex Campeona Femenina de Peso Mosca de la KSW Ariane Lipski y Priscila Cachoeira estaban previamente programadas para enfrentarse en UFC Fight Night: Błachowicz vs. Jacaré, pero el combate fue cancelado después de que Cachoeira fuera suspendida debido al uso de un diurético. Luego se esperaba que se enfrentaran en UFC on ESPN: Santos vs. Hill, pero después de que Lipski no alcanzara el peso y no recibiera el visto bueno médico, se reprogramó para este evento en un combate de peso gallo.

## Premios de bonificación
Los siguientes luchadores recibieron bonificaciones de $50000 dólares.
- Pelea de la Noche: Nate Landwehr vs. David Onama
- Actuación de la Noche: Marlon Vera y Tyson Nam

## Pagos reportados
A continuación se indican los pagos efectuados a los luchadores, tal y como se han comunicado a la Comisión Atlética del Estado de California. Es importante señalar que las cantidades no incluyen el dinero de los patrocinadores, las bonificaciones discrecionales, los puntos de audiencia o las ganancias adicionales. El pago total declarado para el evento fue de $1,708,000 dólares.
- Marlon Vera: $300,000 (incluye $150,000 dólares de bonificación) derr. Dominick Cruz: $175,000
- Nate Landwehr: $60,000 (incluye $30,000 dólares de bonificación) derr. David Onama: $24,000
- Yazmin Jauregui: $50,000 (incluye $25,000 dólares de bonificación) derr. Iasmin Lucindo: $12,000
- Azamat Murzakanov: $24,000 (incluye $12,000 dólares de bonificación) derr. Devin Clark: $75,000
- Priscila Cachoeira: $80,000 (incluye $40,000 dólares de bonificación) derr. Ariane Lipski: $40,000
- Gerald Meerschaert: $140,000 (incluye $70,000 dólares de bonificación) derr. Bruno Silva: $40,000
- Angela Hill: $190,000 (incluye $95,000 dólares de bonificación) derr. Lupita Godinez: $45,000
- Martin Buday: $24,000 (incluye $12,000 dólares de bonificación) derr. Łukasz Brzeski: $10,000
- Nina Nunes: $80,000 (incluye $40,000 dólares de bonificación) derr. Cynthia Calvillo: $70,000
- Gabriel Benítez: $100,000 (incluye $50,000 dólares de bonificación) derr. Charlie Ontiveros: $12,000
- Tyson Nam: $50,000 (incluye $25,000 dólares de bonificación) derr. Ode' Osbourne: $28,000
- Josh Quinlan: $20,000 (incluye $10,000 dólares de bonificación) def. Jason Witt: $23,000
- Da'Mon Blackshear: $12,000 vs. Youssef Zalal: $24,000